# Mawrth Vallis
A Mawrth Vallis (22°N, 342°E) a Mars egyik területe, az ExoMars 2020 küldetés egyik lehetséges leszállási helye. Ott helyezkedik el, ahol az Arabia Terra magasföldjei találkoznak a Chryse Planitia alföldjeivel. Itt található a Mawrth Vallis néven ismert, nagyméretű kifolyási csatorna, ami egykor nagy mennyiségű vizet szállított az északi alföldekre. Nagy mennyiségben tartalmaz  agyagban gazdag rétegeket, ahogy egy közeli kráter, az Oyama is. Ez azt jelzi, hogy a Mawrth Vallis kifolyásai bevágódtak a meglehetősen régi, agyagos rétegekbe. Később a folyóvízi folyamatok erodálták az itt lévő anyagot, különösen a Mawrth Vallis két oldalán és az Oyama kráter falain. A Mawrth Vallis agyagban gazdag lerakódásai függőlegesen nagy változatosságot mutatnak; a vasban feldúsult rétegek alul helyezkednek el, feljebb az alumíniumban gazdag rétegek találhatók. Ez a különböző környezeti feltételek bizonyítéka, ami arra utal, hogy a terület valamikor nedves jellegű volt. Egy mindössze 10 m vastag, sötét fedőkőzet borítja a terület nagy részét, ami valószínűleg vulkanikus eredetű. Ez a sötétebb anyag fiatalabb, mint a filoszilikátok, és úgy tűnik, hogy nem érte víz. Valamikor valószínűleg az egész területet beborította, ami azóta sok helyen erodálódott.  A Mawrth Vallis „lakhatósága” még nem bizonyos, de az eredeti rétegek, amik valószínűleg vulkanikus eredetűek, megőrizhettek mikorobiális nyomokat.
A Mawrth Vallis föld feletti nagyobb magassága azzal jár, hogy a lehetséges leszállási hely mérete kissé nagyobb: 170 km × 19 km.